# Gwydir
Gwydir är en kommun i Australien. Den ligger i delstaten New South Wales, i den sydöstra delen av landet, omkring 490 kilometer norr om delstatshuvudstaden Sydney. Antalet invånare var 5 258 vid folkräkningen 2016.
Följande samhällen finns i Gwydir:
- Warialda
- Bingara
- Gravesend
- Croppa Creek
- Coolatai
- Dinoga